# قائمة التعاونيات
هذه قائمة بالمؤسسات التعاونية البارزة حسب البلد . التعاونيات هي منظمات أعمال يملكها ويديرها مجموعة من الأفراد لتحقيق منفعة متبادلة.  للاطلاع على قائمة الاتحادات التعاونية، يُرجى الاطلاع على قائمة الاتحادات التعاونية .

## أفريقيا

### كينيا
- جمعية مواليمو التعاونية للادخار والائتمان المحدودة ، أكبر جمعية تعاونية للادخار والائتمان (ساكو)، في كينيا.
- جمعية أونايتاس ساكو المحدودة ، تأسست عام 1993م.
- جمعية الأمم المتحدة التعاونية للادخار والائتمان المحدودة ( UN Sacco Ltd ) [2]

### أوغندا
- جمعية وازاليندو التعاونية للادخار والائتمان (WASACCO)

## آسيا

### الهند
- أمول
- التعاونية الهندية للأسمدة للمزارعين ( IFFCO )
- جمعية التعاون متعددة الولايات للزراعة والتسويق الأخضر الجنوبي (فارمفيد)
- جمعية الائتمان التعاوني الهندية المحدودة (ICCSL)

### اليابان
- تعاونية كوبي ( اليابانية: コープこうべ コプこうべ (المعروفة رسميًا باسم "جمعية كوبي التعاونية الاستهلاكية")، هي جمعية تعاونية استهلاكية مقرها كوبي ، اليابان . تُعد أكبر جمعية تعاونية تجزئة في اليابان، وتضم أكثر من 1.2 مليون عضو، مما يجعلها من أكبر الجمعيات التعاونية في العالم.

### الفيلبين
- جمعية المنارة التعاونية ، وهي جمعية تعاونية متعددة الأغراض في مدينة تيغويغاراو، كاجايان، الفلبين تأسست في عام 1998.
- جمعية تاجوم التعاونية - جمعية تعاونية من مدينة تاجوم تضم 9 فروع ومركز أعمال واحد في المنطقة الحادية عشرة

### سنغافورة
- تعاونية NTUC Enterprise هي شركة تعاونية قابضة جديدة أنشأها كلٌّ من NTUC ومؤسسة العمل السنغافورية (SLF) والنقابات التابعة لكلٍّ منهما. تُرسِّخ NTUC Enterprise الشراكة الاستراتيجية بين NTUC وSLF والنقابات لتمكين المشاريع الاجتماعية التابعة لـ NTUC من تقديم المزيد من الدعم للأسر العاملة. [3]

## أوروبا

### الدنمارك
- كوب أمبا ، هي جمعية تعاونية استهلاكية مقرها الدنمارك . تضم كوب أمبا أيضًا بنك كوب وكوب إنفست، وهما شركتان ماليتان تابعتان.

### فنلندا
- ميتساليتو
- مجموعة OP-Pohjola
- مجموعة S
- فاليو

### فرنسا
- كريدي أجريكول
- إنيركوب شركة فرنسية لتوريد الكهرباء، وهي الوحيدة في فرنسا التي تعمل بنظام التعاونيات .

### ألمانيا
- تتكون مجموعة Edeka ، أكبر شركة سوبر ماركت ألمانية ، من العديد من التعاونيات لمتاجر السوبر ماركت المستقلة التي تعمل تحت مظلة المنظمة الشاملة Edeka Zentrale AG & Co KG ، ومقرها في هامبورغ .

### إيطاليا
- كوب ، نظام تعاونيات استهلاكية إيطالي يُدير أكبر سلسلة متاجر سوبر ماركت في إيطاليا. يقع مقرها الرئيسي في كاساليكيو دي رينو ، مقاطعة بولونيا .

### أيرلندا
- Dublin Food Co-op هي جمعية تعاونية للأغذية النباتية تقع في منطقة Liberties في دبلن ، أيرلندا ، والتي تتعامل بشكل أساسي مع المنتجات الغذائية الكاملة العضوية.
- شركة ديري جولد التعاونية المحدودة هي جمعية تعاونية أيرلندية لمنتجات الألبان ، مقرها ميتشلستاون ، مقاطعة كورك ، أيرلندا. وهي ثاني أكبر جمعية تعاونية لمنتجات الألبان في أيرلندا.
- أورنوا ، كلمة آيرلندية تعني "الذهب الجديد" (عُرفت باسم مجلس الألبان الأيرلندي من عام ١٩٦١ إلى عام ٢٠١٥)، هي تعاونية زراعية أيرلندية قانونية تُسوّق وتبيع منتجات الألبان نيابةً عن أعضائها: مُصنّعي الألبان الأيرلنديين ومزارعي الألبان الأيرلنديين. تُعدّ هذه التعاونية أكبر مُصدّر لمنتجات الألبان الأيرلندية في أيرلندا.

- Społem هي جمعية تعاونية بولندية للمستهلكين من متاجر البقالة المحلية تأسست في عام 1868.

### الدول الاسكندنافية
- Arla Foods هي شركة تعاونية سويدية دنماركية مقرها في آرهوس ، الدنمارك ، وهي أكبر منتج لمنتجات الألبان في الدول الاسكندنافية .
- كانت شركة كوب نوردن ( كوب نورديك ) شركة شراء مشتركة إسكندنافية تم حلها في عام 2007 وانتقلت إلى التعاونيات الوطنية المكونة لها. [4]
- Kvinnornas Andelsförening Svenska Hem ، تعاونية غذائية نسائية، تأسست في السويد عام 1905.

### إسبانيا
- شركة موندراجون التعاونية هي اتحاد للتعاونيات العمالية مقره في منطقة الباسك في إسبانيا
  - إيروسكي ، سلسلة متاجر سوبر ماركت إسبانية تضم ما يقرب من 1000 منفذ بيع منتشرة في جميع أنحاء إسبانيا، ضمن مجموعة موندراجون كوربوريشن .
- Consum هي سلسلة سوبر ماركت تعاونية إسبانية تضم 680 متجرًا، ومقرها في سيلا في منطقة فالنسيا ، ولها عمليات في جميع أنحاء إسبانيا.

### سويسرا
- ميغروس
- كوب (سويسرا)
- رايفايزن (سويسرا)

### المملكة المتحدةوجزر القنالوجزيرةمان
- شركة بايوند للطاقة التعاونية  [لغات أخرى]‏
- شركة برايتون للطاقة التعاونية  [لغات أخرى]‏
- الصحافة التعاونية  [لغات أخرى]‏
- تعاونية الخبز اليومي  [لغات أخرى]‏
- جمعية إدنبرة التعاونية للدراجات  [لغات أخرى]‏
- تعاونية سكن الطلاب في إدنبرة  [لغات أخرى]‏
- جمعية هايبرتون التعاونية  [لغات أخرى]‏
- جمعية إلكستون التعاونية  [لغات أخرى]‏
- تأسست جمعية إبسويتش التعاونية الصناعية  [لغات أخرى]‏ عام 1868 وتم دمجها الآن
- شراكة جون لويس  [لغات أخرى]‏ ( شركة مملوكة للموظفين ، وليست تعاونية رسمية)
- اتحاد لندن كابيتال الائتماني  [لغات أخرى]‏
- الأممية الجديدة  [لغات أخرى]‏
- تعاونية نيو ليف
- جمعية الطباعة الشعبية  [لغات أخرى]‏
- التعاون الهاتفي  [لغات أخرى]‏
- جمعية بليموث والجنوب الغربي التعاونية
- تعاونية المسدس  [لغات أخرى]‏
- منزل رسكين  [لغات أخرى]‏
- مصلحة مشتركة  [لغات أخرى]‏
- سوما للأغذية الكاملة  [لغات أخرى]‏ (شركة تراينجل للأغذية الكاملة المحدودة) [5]
- تعاونية عمال سوان مورتون
- تضم المجموعة التعاونية  [لغات أخرى]‏ 22 جمعية تعاونية استهلاكية مستقلة كأعضاء مؤسسيين أو مالكي عملاء، بما في ذلك:
  - تعاونية وسط إنجلترا  [لغات أخرى]‏
  - جمعية جزر القنال التعاونية  [لغات أخرى]‏
  - جمعية تشيلمسفورد ستار التعاونية  [لغات أخرى]‏
  - جمعية شرق إنجلترا التعاونية  [لغات أخرى]‏
  - جمعية قلب إنجلترا التعاونية  [لغات أخرى]‏
  - تعاونية لينكولنشاير  [لغات أخرى]‏
  - جمعية التعاونيات في ميدكونتيز
  - جمعية بنريث التعاونية  [لغات أخرى]‏
  - جمعية رادستوك التعاونية  [لغات أخرى]‏
  - جمعية التعاونيات الاسكتلندية ميدلاند
  - التعاونية الجنوبية  [لغات أخرى]‏
- بقالة يونيكورن  [لغات أخرى]‏
- خضراوات نوتنغهام  [لغات أخرى]‏
- شركة ويستميل للطاقة الشمسية التعاونية  [لغات أخرى]‏
- تعاونية مزرعة الرياح ويستميل  [لغات أخرى]‏

صناديق مشجعي ‏ كرة القدم والرجبي تُدمج كتعاونيات للمشجعين. يمتلك العديد منهم نادي كرة القدم بالكامل، ويمتلك آخرون أسهمًا فيه.

## أمريكا الشمالية
- لوس هوركونيس ، تعاونية إنتاج مكسيكية ووالدن تو (مجتمع تجريبي)
- UBPC ، وهي مجموعة من التعاونيات في جميع أنحاء كوبا والتي تستخدم في الغالب للزراعة، على غرار CPA
- CPA ، وهي مجموعة من التعاونيات في جميع أنحاء كوبا والتي تستخدم في الغالب للزراعة، على غرار UBPC

## كندا
- Arctic Co-operatives Limited (retail co-operative in the نونافوت، الأقاليم الشمالية الغربية، Northern Manitoba.
- Blocks Recording Club (record label)
- Canadian Press (newswire)
- Canadian University Press (newswire for student newspapers)
- The Co-operators, founded in 1945, is a Canadian insurance co-operative owned by 43 members.
- Farmers of North America, Farmers buying co-operative.
- Home Hardware is a privately held Canadian home improvement, construction materials, and furniture retailer. Co-founded in 1964 by Walter Hachborn and headquartered in St. Jacobs, Ontario, the chain is cooperatively owned by over 1000 independently owned member stores.
- Stocksy United (Stocksy) is a Canadian multi-stakeholder platform cooperative, selling stock photos and videos on behalf of its international membership of 1500+ artist contributors.

### ألبرتا
- مجمع قمح ألبرتا
- جمعية كالجاري التعاونية (جمعية تعاونية للبيع بالتجزئة)
- United Farmers of Alberta (UFA) هي جمعية تعاونية لتوريد المنتجات الزراعية يقع مقرها الرئيسي في كالجاري ، ألبرتا ، كندا ، وتضم أكثر من 120.000 عضو وبإيرادات تجاوزت 1.8 مليار دولار في عام 2007، تحتل UFA المرتبة 37 بين أكبر الشركات في ألبرتا من حيث الإيرادات وفقًا لمجلة Alberta Venture.

### كولومبيا البريطانية
- Aaron Webster Housing Cooperative (المعروفة سابقًا باسم Cityview Co-op) هي جمعية تعاونية سكنية تقع في فانكوفر ، كولومبيا البريطانية ، كندا .
- CJLY-FM ، محطة إذاعية في نيلسون، كولومبيا البريطانية .
- CFRO-FM ، المرخصة والمملوكة لشركة Vancouver Co-operative Radio، هي محطة إذاعية مجتمعية غير تجارية في فانكوفر ، كولومبيا البريطانية ، في منطقة Coast Salish .
- Otter Co-op هي جمعية تعاونية للمستهلكين في ألديرجروف ، كولومبيا البريطانية ، كندا .
- اتحاد الائتمان الغربي الأول
- اتحاد فان سيتي الائتماني

### مانيتوبا
- جمعية ريد ريفر التعاونية (وينيبيج)

### نيو برونزويك
- التعاونية الأطلسية (مونكتون) [6]

### أونتاريو
- Canadian University Press هي مؤسسة تعاونية غير ربحية وخدمة إخبارية مملوكة لنحو 90 صحيفة طلابية في المدارس ما بعد الثانوية في كندا .
- شركة Gay Lea Foods Co-operative Limited هي شركة منتجات ألبان في كندا تنتج الزبدة والقشدة الحامضة والجبن القريش والكريمة المخفوقة والحليب الخالي من اللاكتوز لأسواق البيع بالتجزئة والخدمات الغذائية والصناعة والتصدير.
- تعاونية المروج العضوية هي جمعية تعاونية زراعية في أونتاريو . تأسست عام ١٩٨٩ بعد أن أدرك المزارعون المحليون المجتمعون حول طاولة المطبخ أن ممارسات الزراعة التجارية غير مستدامة بالنسبة لهم.
- كلية روتشديل ، تورونتو (البائدة)
- تعاونية سانت ألبرت للجبن
- سينما إندي التعاونية في سودبري
- تعاونية تورنتو للطاقة المتجددة [7]
- كانت شركة Wireless Nomad عبارة عن تعاونية غير ربحية مقرها في تورنتو، أونتاريو ، كندا، تقدم خدمة الإنترنت للمشتركين في المنازل والشركات بالإضافة إلى إمكانية الوصول إلى الإنترنت اللاسلكي Wi-Fi المجاني لأكثر من 70 عقدة، مما يجعلها واحدة من أكبر شبكات Wi-Fi المجانية في البلاد في ذلك الوقت.

### كيبيك
- Agropur هي شركة تعاونية زراعية كندية يقع مقرها الرئيسي في لونغوي، كيبيك ، كندا.
- مجموعة ديجاردان

## الولايات المتحدة
- 21st Street Co-op, student housing co-operative in Austin, Texas[8]
- Ace Hardware، Oak Brook، إلينوي
- Affiliated Foods Midwest Co-op Inc.
- Affiliated Foods Southwest
- AgFirst Farm Credit Bank
- AgriBank
- Ant Hill Cooperative
- Arizmendi Bakery، San Francisco, California
- Associated Food Stores
- Associated Grocers of Florida, Inc
- Associated Grocers of the South, Inc.
- Associated Grocers, Inc.
- أسوشيتد برس
- Associated Wholesale Grocers
- Associated Wholesalers, Inc.
- Audubon Mutual Housing Corporation
- Basin Electric Power Cooperative
- Berkeley Student Cooperative
- BECU
- Black Star Co-op A brewpub located in Austin, TX
- Blood Centers of America is the largest blood supply network in the U.S
- Blue Diamond Growers
- Bob's Red Mill
- Brown Association for Cooperative Housing
- Cabot Creamery, Vermont-based dairy marketing
- CCA Global Partners
- Central Co-op[9]
- Central Grocers Cooperative
- Certified Grocers Midwest
- Choptank Electric Cooperative
- CHS Inc.
- Coastal Federal Credit Union
- CoBank
- Co-operative Central Exchange
- Cooperative Development Foundation
- Dairy Farmers of America
- Dairylea Cooperative Inc.
- Delta and Providence Cooperative Farms
- Diamond Walnut Growers, Inc.
- Do It Best
- Elevations Credit Union
- Equal Exchange
- Farm Credit Bank of Texas
- First Tech Credit Union
- Florida's Natural Growers (formerly Citrus World Inc.)
- Florists' Transworld Delivery (FTD)
- Freedom Farm Cooperative, an agricultural cooperative founded by American civil rights activist Fannie Lou Hamer in 1967
- Full Sail Brewing Company
- George Street Co-op
- Great River Energy
- Greenbelt Homes, Inc.[10]
- Greenbelt News Review[11]
- Group Health Cooperative
- GROWMARK, Inc.
- Halstead Co-op[8]
- Harvard/MIT Cooperative Society
- Inter-Cooperative Council at the University of Michigan (Ann Arbor MI)[12]
- Land O'Lakes
- Madison Community Co-op
- MFA Incorporated
- Michigan State University Student Housing Cooperative
- البنك الوطني التعاوني (now NCB)
- National Cooperative Business Association (NCBA)
- National Grape Cooperative Association, Inc.
- National Rural Utilities Cooperative Finance Corporation[13]
- Navy Federal Credit Union
- New Deal Cafe[14]
- New Mexico Educators Federal Credit Union[15]
- Nueces Co-op[8]
- Nebraska Rural Radio Association
- Laurel House[8]
- Northcountry Cooperative Development Fund
- Oberlin Student Cooperative Association
- Ocean Spray (cooperative)
- Oglethorpe Power Corporation
- Old Dominion Electric Cooperative
- Opsis Co-op[8]
- PCC Community Markets
- Park Slope Food Coop
- Pearl Street Co-op[8]
- Pentagon Federal Credit Union
- People's Food Co-op (Portland)
- Piggly Wiggly Alabama
- Pioneer Telephone Cooperative (Oklahoma)
- Pioneer Telephone Cooperative (Oregon)
- Princeton Cooperative
- R.E.I. (Recreational Equipment Inc.)[16]
- Rapidan Camps[17]
- Riceland Foods
- Scary Cow Productions
- Snake River Sugar Company
- Southern Maryland Electric Cooperative
- Southern States Cooperative
- Sunkist Growers, Inc.
- Taos Co-op[8]
- Tennessee Farmers Cooperative
- The Union Credit Union[18]
- Tillamook County Creamery Association
- Topco Associates
- True Value Corporation
- U.S. AgBank, FCB
- U.S. Central Credit Union
- Unified Western Grocers
- USA Federal Credit Union (San Diego, Ca)[19]
- United Hardware Distributing Company (Hardware Hank)
- Universal Cooperatives
- University Federal Credit Union Texas[20]
- URM Stores
- VHA, Inc.
- شركة ويكفيرن للأغذية
- Weaver's Way Co-op
- Weaver Street Market
- Wedge Community Co-op
- Welch's (Welch Foods Inc.)
- Western Family Holding Company
- Western Sugar Cooperative
- WestFarm Foods
- Wheatsville Co-op
- Whole Foods Co-op
- Winfield Park Mutual Housing Corporation
- WSIPC

## أوقيانوسيا

### أستراليا
- شركة Dairy Farmers هي واحدة من أكبر وأقدم شركات تصنيع منتجات الألبان في أستراليا ، تأسست عام 1900، وتوفر منتجاتها للأسواق المحلية والدولية مثل أوروبا الشرقية والشرق الأوسط وآسيا . استحوذت شركة Kirin Holdings Company، المحدودة اليابانية ، عبر شركتها التابعة National Foods ، على الشركة في 27 نوفمبر 2008. [21] [22] تم طرح التعاونية للبيع لاحقًا في عام 2019 ثم بيعت لاحقًا في 25 يناير 2021 لشركة Bega Cheese الأسترالية المملوكة بالكامل. [23]
- بدأت كل من مجموعة CBH و Wesfarmers كمجموعتين تعاونيتين في غرب أستراليا في أوائل القرن العشرين.

### نيوزيلندا
- Electricity Ashburton
- Farmers' Mutual Group
- Fonterra Co-operative Group
- Foodstuffs (Auckland) Cooperative
- Foodstuffs South Island Cooperative
- Foodstuffs (Wellington) Cooperative
- Mitre 10
- Nelson Building Society
- Paper Plus Group
- Silver Fern Farms
- SBS Bank
- Southern Cross Medical Care Society
- Tatua Cooperative Dairy Company
- The Co-operative Bank
- Westland Cooperative Dairy Company